# Northington
Northington is een civil parish in het bestuurlijke gebied Winchester, in het Engelse graafschap Hampshire met 221 inwoners.